# 0423
0423 è il prefisso telefonico del distretto di Montebelluna, appartenente al compartimento di Venezia.
Il distretto comprende la parte occidentale della provincia di Treviso. Confina con i distretti di Feltre (0439) e di Belluno (0437) a nord, di Conegliano (0438) e di Treviso (0422) a est, di Padova (049) a sud e di Bassano del Grappa (0424) a ovest.

## Aree locali e comuni
Il distretto di Montebelluna comprende 27 comuni compresi nelle 2 aree locali di Castelfranco Veneto (ex settori di Asolo e Castelfranco Veneto) e Montebelluna (ex settori di Montebelluna e Valdobbiadene). I comuni compresi nel distretto sono: Altivole, Asolo, Borso del Grappa (esclusa la località Colli Vecchi che appartiene al distretto di Bassano del Grappa), Caerano di San Marco, Castelcucco, Castelfranco Veneto, Castello di Godego, Cavaso del Tomba, Cornuda, Crocetta del Montello, Fonte, Loria, Maser, Monfumo, Montebelluna, Pederobba, Pieve del Grappa, Possagno, Resana, Riese Pio X, San Zenone degli Ezzelini, Segusino, Trevignano, Valdobbiadene, Vedelago, Vidor e Volpago del Montello .